# Selenechinus armatus
Selenechinus armatus (de Meijere, 1902), unica specie facente parte genere Selenechinus, è un riccio di mare appartenente alla famiglia Echinometridae.

## Descrizione
Ha una forma pressoché sferica, non molto alta; presenta aculei abbastanza semplici, non in più serie, e anche piuttosto corti confrontandoli con le dimensioni del corpo. Somiglia molto ai ricci del genere Sterechinus. 
Ha un diametro medio di circa 90 mm.

## Distribuzione
È stato localizzato soltanto attorno alle Filippine.